# Emirat d'al-Jazira al-Khadrà
L'emirat d'Algesires o d'al-Jazira al-Khadrà fou un efímer estat musulmà de la península Ibèrica. Quan vers el 1013 es va iniciar la dissolució del Califat de Còrdova, el califa Sulayman, que havia recuperat el poder a Còrdova amb l'ajut dels amazics, va donar feus als principals caps amazics que l'havien ajudat i especialment a Alí ibn Hammud (que va rebre Ceuta, Tànger i Arzila) i el seu germà Al-Qàssim ibn Hammud, que va rebre la regió d'Algesires (1013).
La seva fidelitat no fou duradora i el 1015 els germans es van aliar al partit dels eslaus encapçalat per Hayran d'Almeria. Una vegada segurs dels seus suports van anunciar que Alí havia estat designat hereu del califat per Hixam II abans de morir i els dos germans es van revoltar reclamant el poder. Molts no creien en la mort d'Hixam i també els van donar suport; Zawi ibn Ziri de Granada els va donar igualment suport. Al-Qàssim es va apoderar de Màlaga i Alí va romandre a la vora de Còrdova. L'1 de juliol de 1016 van ocupar Còrdova i després d'una fingida busca d'Hixam II, fou reconegut com a mort, i proclamat califa Alí ibn Hammud de Ceuta i Tànger. Hixam II fou desenterrat i el califa Sulayman al-Mustaín declarat culpable de l'assassinat i executat. Alí va obrir la dinastia hammudita que va governar a Còrdova, Màlaga, Sevilla i Algesires (Al-Qàssim va rebre el govern de Sevilla i fou confirmat en la possessió de Màlaga).
El govern d'Alí, inicialment just, aviat va esdevenir favorable als amazics i no va satisfer ni el poble ni el partit eslau. Alí va reaccionar amb un règim de terror. A Còrdova les manifestacions donaven suport a Abd al-Rahman un príncep omeia, i Alí fou finalment assassinat per tres servidors de palau d'origen eslau (1017); Kasim d'Algesires, Màlaga i Sevilla va aconseguir ser reconegut com a successor per la força que conservaven els amazics, mentre Yahya va succeir al seu pare Alí en els dominis africans, però va considerar que la successió com a califa li pertocava i no va donar suport al seu oncle.
Els eslaus van donar el següent pas: Hayran d'Almeria, d'acord amb al-Mundhir de Saragossa, va proclamar califa a l'omeia Abd-ar-Rahman IV ibn Muhàmmad ibn Abd-al-Màlik ibn Abd-ar-Rahman (III) amb el títol d'al-Murtadà bi-L·lah ("el que és agradable a Déu") (29 d'abril de 1018). Tots els emirs de la península excepte el de Granada van reconèixer al nou califa; la junta de notables de Còrdova el va proclamar a aquesta ciutat i l'emir tugíbida de Saragossa en fou nomenat governador. Però Abd-ar-Rahman IV no es va deixar governar per Hayran i al-Múndhir, i l'eslau ràpidament va capgirar les seves aliances i va tornar a l'amistat amb Kasim que conservava Màlaga, Sevilla i Algesires. Mentre el califa va atacar Granada, l'altre feu dels amazics, i fou derrotat i es va refugiar a Guadix on fou assassinat, el que va permetre la tornada de Còrdova al control d'al-Qàssim; aquest va governar amb justícia i això li va fer perdre suport dels amazics que se sentien suplantats pels eslaus.
Yahya ben Alí, el fill d'Alí, que l'havia succeït en els dominis africans, fou cridat per alguns caps amazics; va desembarcar el 1021 a la península, a Màlaga. Al-Qàssim va fugir i es va refugiar a Sevilla i Yahya va entrar a Còrdova i es va proclamar califa (5 d'agost del 1021) i va traslladar la capital a Màlaga on el partit amazic era més fort. Però el caràcter de Yahya li va fer perdre el suport dels mateixos amazics que l'havien cridat.
Una revolta a Còrdova (1023) va enderrocar a Yahya (que era a Màlaga) i va cridar a al-Qàssim que va retornar de Sevilla però els excessos de la seva guàrdia negra van provocar una segona revolta que el va expulsar (10 de setembre del 1023) i quan va tornar a Sevilla fou rebutjat pel governador i es va establir a Xeres on al cap de poc temps Yahya, que havia recuperat el poder a Còrdova, el va capturar i empresonar junt amb els seus dos fills (i uns anys després al-Qàssim fou assassinat).
Algesires va quedar en possessió de Yahya de Màlaga, que al cap de poques setmanes fou enderrocat i va perdre Còrdova altre cop. Hi va tornar el 1025 però en fou expulsat per Mujàhid de Dénia el 1026. El 1027 va atacar Sevilla amb l'ajut de l'emir de Carmona. Abans del 1030 va imposar la seva sobirania a Sevilla però el 1031 el sevillans van proclamar califa a un impostor que feien passar per Hixem II. El 1031 va ocupar l'emirat de Carmona. El 1035 va atacar Sevilla, i va assetjar la ciutat però va caure en una emboscada i va morir (novembre del 1035).
Els fills de Yahya eren menors i a Màlaga fou proclamat califa el seu germà Idrís ibn Alí. La guarnició d'Algesires no el va reconèixer i va proclamar a Muhàmmad ibn al-Qàssim ibn Hammud al-Mahdí (1035-1048). El 1047 Muhàmmad va intentar ocupar Màlaga i proclamar-se califa però l'intent, que tenia el suport d'un partit a l'interior de Màlaga, va fracassar. Aquest fracàs va afectar tant a Muhàmmad que va morir l'any següent i el va succeir el seu fill al-Qàssim ibn Muhàmmad al-Wàthiq (1048-1058). Aquest darrer portà el títol de califa.
El 1058 Algesires va passar per conquesta al regne de Sevilla fins que el 1091 es va instaurar el poder almoràvit que va durar fins al 1145. En aquest any va quedar sota dependència de la taifa de Còrdova, molt breument, i després (encara el mateix any) de la de Granada. El 1146 els almohades van entrar a Algesires i la van conservar fins al 1229.
El 1229 formà part del regne de Granada. El 1319 fou dominada per uns anys pels marroquins fins al 1332, i en aquest any fou un regne separat sota Abd-al-Màlik (1332-1342) que va durar deu anys, per tornar a Granada el 1342. Només dos anys després fou ocupada pels castellans (1344).